# Jakob Braendlin-Näf
Jakob Braendlin-Näf (* 18. Juli 1775 in Richterswil, Schweiz; † 23. Februar 1845 in Rapperswil SG) war ein Schweizer Textilunternehmer und Pionier der Schweizer Baumwollindustrie.

## Leben
Jakob Braendlin (auch «Brändlin») wurde 1775 in Richterswil am Zürichsee geboren. 1803 wurde er Bauleiter, und später Betriebsleiter, der von seinem Schwiegervater Christian Näf gegründeten mechanischen Spinnerei in Rapperswil. Im Jahr 1811 gründete er mit seinen Brüdern Rudolf, Johannes und Heinrich die Baumwollspinnerei Braendlin in Rapperswil und Jona. Als begabter Techniker trug er wesentlich zum Aufschwung der Firma bei. 1832 errichteten die Gebrüder Braendlin die Spinnerei am Uznaberg in Uznach. Um 1860 verfügte die Braendlinsche Spinnereigruppe über die zweitgrösste Spindelzahl in der Schweiz.